# Albert van den Heuvel
Albert Hendrik van den Heuvel (Utrecht, 24 maart 1932) is een Nederlands theoloog en omroepbestuurder.

## Leven en werk
Van den Heuvel studeerde theologie in zijn geboorteplaats Utrecht en het Theological Seminary in New York. In 1958 werd hij secretaris van de Oecumenische Jeugdraad. Van 1958 tot 1972 was hij werkzaam bij de Wereldraad van Kerken in Genève. Bij deze organisatie was hij achtereenvolgens medewerker van het jeugddepartement en daarna hoofd communicatie. In 1972 werd hij benoemd tot secretaris-generaal van de Nederlandse Hervormde Kerk. Van 1980 tot 1985 was hij voorzitter van de VARA. In mei 1985 werd Van den Heuvel benoemd tot vicevoorzitter van de raad van beheer van de NOS. Deze functie vervulde hij tot 1993.
Van den Heuvel behoorde binnen de hervormde kerk tot de progressieve vleugel. Hij hield zich onder meer bezig met vraagstukken op het terrein van de oecumene, de vredesbeweging, mensenrechten en de problematiek van de ontwikkelingslanden. Ten tijde van zijn benoeming tot voorzitter van de VARA was hij bestuurlijk betrokken bij de IKON en lid van de NCRV. Na zijn pensionering in 1993 was hij voorzitter van het debatcentrum de Rode Hoed.

## Privé
Van den Heuvel is getrouwd met Noortje van Oostveen.